# همی مورفیت
همی مورفیت  (به انگلیسی: Hemimorphite) با فرمول شیمیایی Zn4[(OH)2-Si2O7].H2O از مجموعه کانی هاست و از نظر شکل بلورهای همی مورف اخذ شده‌است. محلول در KOH غلیظ و با ZnO واکنش می‌دهد. ZnO:۶۷٫۵۹٪  SiO۲:۲۴٫۹۴٪  H2O:۷٫۴۷٪  برای اولین بار در مکزیک کشف شد و از نظر شکل بلور: همی مورفیک - قرصی شکل، رنگ: بی رنگ - سفید - خاکستری - متمایل به زرد - قهوه ای، شفافیت: شفاف - نیمه کدر، شکستگی: صدفی - نامنظم، جلا: شیشه‌ای - صدفی - ابریشمی، رخ: کامل، سیستم تبلور: ارترومبیک و در رده‌بندی سیلیکات است همچنین خاصیت مغناطیسی ندارد و منشأ تشکیل آن ثانوی است.
همایند کانی‌شناسی (پارانژ) آن سختی - انحلال در اسیدها - چگالیاسمیت زونیت - کالسدونی - پرهنیت- اسفالریت- ولفنیت- لیمونیت- اسمیت زونیت و غیره است
، از نظر ژیزمان بلوری - آگرگات دانه‌ای - استلاکتیتی - پسودومرف کمیاب است و بیشتر در آلمان غربی، اتریش، ایتالیا، انگلستان، روسیه، الجزایر، ایران، آمریکا، مکزیک یافت می‌شود.

## منبع
- پردیس کشاورزی ایران